# زينل خان (نجف أباد)
زينل خان (بالفارسية: زینل خان) هي قرية تقع في إيران في Najafabad Rural District. يقدر عدد سكانها بـ 143 نسمة بحسب إحصاء 2016.